# Хотиново (Тверская область)
Хотиново  — деревня в Торжокском районе Тверской области. Входит в состав Грузинского сельского поселения.

## География
Находится в центральной части Тверской области на расстоянии приблизительно 9 км на юг-юго-восток по прямой от районного центра города Торжок.

## История
Деревня была отмечена еще на карте Менде (состояние местности на 1848 год). В 1859 году здесь (деревня Новоторжского уезда Тверской губернии) было учтено 30 дворов, в 1941 — 41.

## Население
Численность населения: 204 человека (1859 год), 18 (русские 100 %) в 2002 году, 11 в 2010.